# بريخا

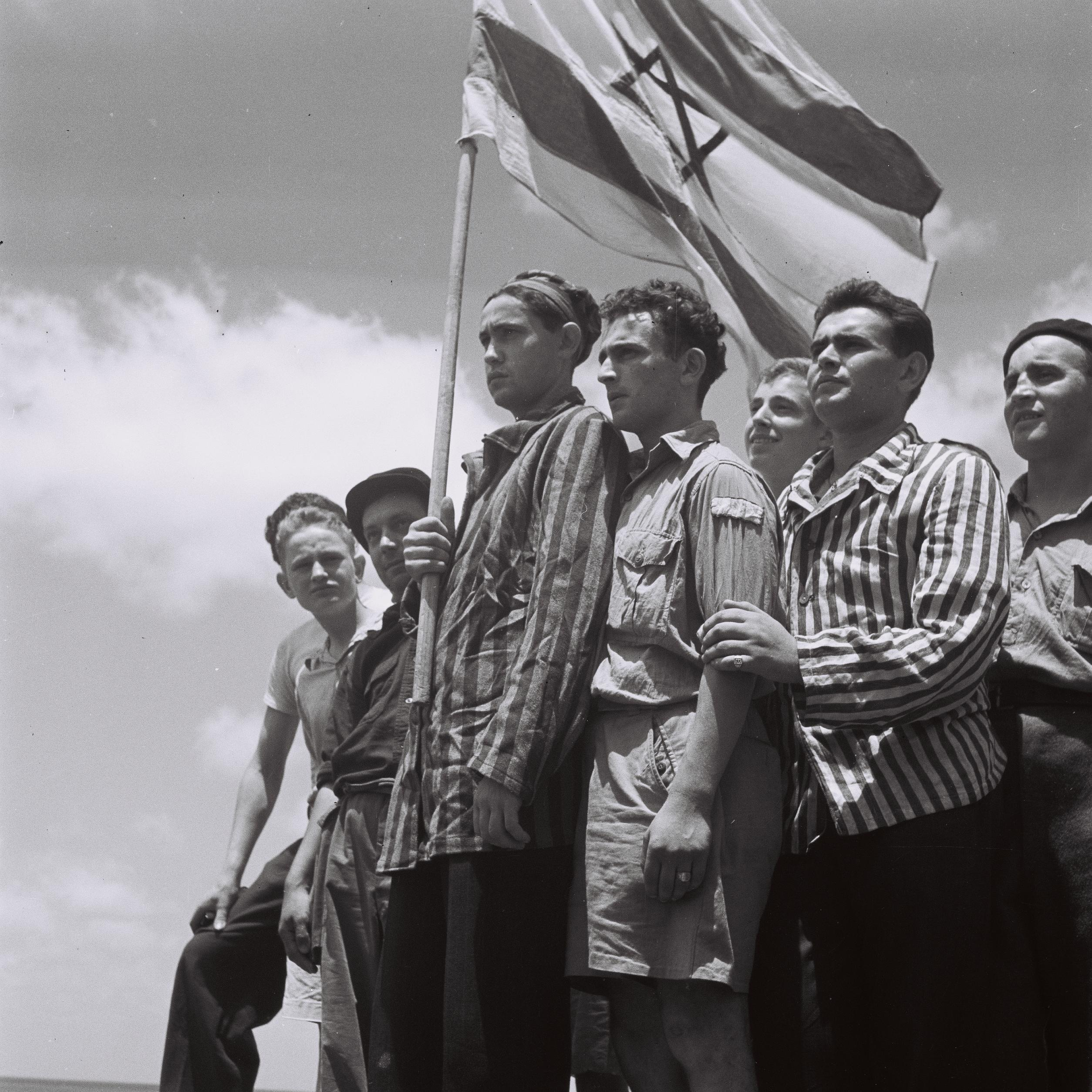
15 يوليو 1945. ناجون من معسكر بوخنفالد يصلون إلى حيفا وقبض عليهم البريطانيون فيما بعد.كانت

بريخا هو أحد الجهود السرية التنظيمية التي ساعدت اليهود الناجين من الهولوكوست على الهرب من أوروبا بعد الحرب العالمية الثانية إلى فلسطين التي كانت تقع تحت الانتداب البريطاني في انتهاك للكتاب الأبيض لسنة 1939. وهو ما انتهى عندما أعلنت إسرائيل استقلالها وألغت الكتاب الأبيض.
حركة اللاجئين اليهود من معسكرات النازحين التي كانوا قد اعتقلوا بها (حيث بقي نحو مليون شخص تم تصنيفهم بأنهم «غير قابلين للاسترداد» في ألمانيا والنمسا) إلى فلسطين غير قانونية على كلا الجانبين، وذلك لأن اليهود لم يكن من المسموح لهم رسميًا مغادرة البلاد التي تقع في وسط وشرق أوروبا بواسطة الاتحاد السوفيتي وحلفائه، كما لم يسمح لهم البريطانيون بالاستقرار في فلسطين.
وفي نهاية عام 1944 وبداية 1945، اجتمع أحد أعضاء المقاومة البولندية من اليهود مع مقاتلي وارسو غيتو في لوبين لتشكيل بريخا كوسيلة للهرب من معاداة السامية في أوروبا، حيث كانوا على قناعة بأن محرقة أخرى قد تحدث. وبعد تحرير ريفنا، توصل إليعازر وإبراهيم ليدوفسكي وباشا (إسحاق) راجكمان إلى أنه ليس هناك من مستقبل لليهود في بولندا. فقاموا بتشكيل نقابة حرفية لتغطية أنشطتهم السرية، وأرسلوا مجموعة إلى كيرنوتي في رومانيا للبحث عن طرق للهروب. ولم تتخذ المنظمة شكلها هذا في يناير عام 1945 سوى بعد أن انضم إليها أبا كوفنر، وجماعته من فيلنا، بالإضافة إلى ايتشاك كيكيرمان، الذي ترأس منظمة كفاح اليهود في الانتفاضة البولندية في أغسطس عام 1944. وسرعان ما انضموا إلى تنظيمات مماثلة قام بها اللواء اليهودي وأخيرًا الهاجاناه.
وقد تولى ضباط من اللواء اليهودي في الجيش البريطاني السيطرة على العملية، جنبًا إلى جنب مع عناصر الهاجاناه (الجيش السري اليهودي في فلسطين)، حيث كانوا يأملون في تهريب أكبر عدد ممكن من المشردين إلى فلسطين عن طريق إيطاليا. ومولت لجنة التوزيع المشتركة الأمريكية اليهودية هذه العملية.
وعلى الفور، أصبحت بريخا الصهيونية العلنية القناة الرئيسية لليهود القادمين إلى فلسطين، وخصوصًا من مخيمات المشردين، حيث اضطرت في البداية إلى رفض الناس نظرًا للطلب الكبير عليها.
وبعد مذبحة كيلس في عام 1946، تصاعدت وتيرة هروب اليهود، حيث رحل 100000 يهودي عن أوروبا الشرقية في ثلاثة أشهر. وبالعمل في بولندا ورومانيا والمجر وتشيكوسلوفاكيا ويوغوسلافيا في عام 1948، نقلت منظمة بريهه ما يقرب من 250000 ناج إلى النمسا وألمانيا وإيطاليا من خلال شبكات تهريب متقنة. ومن خلال استخدام موساد لوإلياه بت وذراع الهجرة لـ يشوب فيما بعد لسفن شحن ذات كلفة عالية، تم تهريب هؤلاء اللاجئين عبر النطاق البريطاني المفروض حول فلسطين. وكانت البريخا جزءًا من عملية أكبر تعرف باسم ألياه بيت، وانتهت بإنشاء دولة إسرائيل، والتي أصبحت بعدها الهجرة إلى الدولة اليهودية قانونية، على الرغم من أن الهجرة كانت لا تزال محظورة في بعض الأحيان، انظر على سبيل المثال الرافضين.

## وصلات خارجية
- Brihah United States Holocaust Memorial Museum - Brihah
- Bricha, Emigration
- History of the Jewish People نسخة محفوظة 9 نوفمبر 2007 على موقع واي باك مشين. provides information on Brichah (Lublin, Poland), Brichah (Romania) and Brichah (Rovno, Ukraine)
- Displaced Jews in Europe نسخة محفوظة 12 ديسمبر 2007 على موقع واي باك مشين. Matt Rosenberg traces the Migration Following World War II in Europe - 1945-1951
- The background to Bricha
- A film review about a documentary film about the Bricha